# UFC on FX: Belfort vs. Bisping
UFC on FX: Belfort vs. Bisping  (también conocido como UFC on FX 7) fue un evento de artes marciales mixtas celebrado por Ultimate Fighting Championship el 19 de enero de 2013 en el Ginásio do Ibirapuera de São Paulo, Brasil. Fue el primer evento de UFC en 2013, así como el primero televisado en la cadena FX en el mismo año.

## Historia
La pelea principal contó con los pesos medios Michael Bisping y Vitor Belfort. Antes de la pelea, Bisping declaró que consideraba a Belfort como el peleador más difícil en la división después de Anderson Silva, y que una victoria sobre él lo haría el contendiente número uno. Esto último fue confirmado por el presidente de la organización, Dana White. Gracias a las derrotas sufridas por Alan Belcher y Tim Boetsch en UFC 155, la posibilidad de Bisping podría haberse materializado.
El evento también contó con la primera pelea para Daniel Sarafian, finalista de peso medio de la primera temporada de The Ultimate Fighter: Brazil. Sarafian, se lesionó poco antes de la pelea final con Cezar Ferreira, que pasó a ganar la temporada.
Johnny Eduardo fue brevemente enlazado a un combate contra Yuri Alcântara, pero fue reemplazado por George Roop.
Thiago Perpétuo esperaba enfrentarse a Michael Kuiper en el evento. Sin embargo, Perpétuo sufrió una lesión y fue sustituido por Caio Magalhães.

## Premios extra
Cada peleador recibió un bono de $50,000.
- Pelea de la Noche: Daniel Sarafian vs. C.B. Dollaway
- KO de la Noche: Vitor Belfort
- Sumisión de la Noche: Ildemar Alcântara